# Лодердејл Лејкс (Висконсин)
Лодердејл Лејкс (енгл. Lauderdale Lakes) насељено је место без административног статуса у америчкој савезној држави Висконсин.

## Демографија
По попису из 2010. године број становника је 1.172.
| Група             | 2000.    | 2010.         |
| Белци             | 0 (0,0%) | 1.122 (95,7%) |
| Афроамериканци    | 0 (0,0%) | 0 (0,0%)      |
| Азијати           | 0 (0,0%) | 6 (0,5%)      |
| Хиспаноамериканци | 0 (0,0%) | 36 (3,1%)     |
| Укупно            | 0        | 1.172         |